# Beaumont (Meurthe e Mosella)
Beaumont è un comune francese di 71 abitanti situato nel dipartimento della Meurthe e Mosella nella regione del Grand Est.

## Società

### Evoluzione demografica
Abitanti censiti